# Pleurocystes
Pleurocystes is een geslacht van uitgestorven stekelhuidigen uit het Ordovicium.

## Beschrijving
Deze cystoïde had een afgeplatte, driehoekige kelk, die aan de onderzijde bezet was met een mozaïek van kleine plaatjes. Deze kelk was aan de achterrand het breedst en werd naar voren toe smaller. De dun uitlopende steel was samengesteld uit meerdere korte geribbelde leedjes. De normale kelkdiameter bedroeg ongeveer anderhalve centimeter.

## Leefwijze
Dit geslacht lag met de onderkant op de zeebodem en slingerde de steel om een deugdelijk aanhechtingspunt.